# زئیو شیف

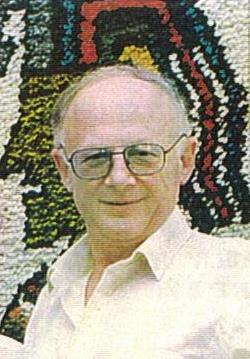

زئیو شیف (به عبری: זאב שיף) (۱ ژوئیه ۱۹۳۳ - ۱۹ ژوئن ۲۰۰۷)، روزنامه‌نگار، نویسنده، تحلیل‌گر برجسته امور نظامی و استراتژیست اسرائیلی بود.

## زندگی‌نامه
زئیو شیف در سال ۱۹۳۳ در یک خانواده یهودی‌تبار فرانسوی متولد شد. در سال ۱۹۳۵ میلادی، به همراه خانواده‌اش به اسرائیل مهاجرت کرد. وی در یگان ضداطلاعات نیروهای دفاعی اسرائیل به خدمت وظیفه مشغول شد.
زئیو شیف از دانش‌آموختگان دانشگاه تل‌آویو در رشته روابط سیاسی خاورمیانه و تاریخ نظامی بود.
وی در سال ۱۹۵۵ میلادی به عنوان خبرنگار امور نظامی، به استخدام روزنامه اسرائیلی هاآرتص درآمد و پس از مدتی به مقام سردبیری بخش
نظامی و سپس تحلیل‌گر ارشد نظامی روزنامه هاآرتص ارتقا یافت.
از وی به عنوان برجسته‌ترین تحلیل‌گر نظامی اسرائیل یادمی‌شود.